# Luis Carlos Croissier
Luis Carlos Croissier Batista (ur. 19 sierpnia 1950 w Arucas) – hiszpański ekonomista i polityk, w latach 1986–1988 minister przemysłu i energii.

## Życiorys
Pod koniec lat 60. dołączył do Komunistycznej Partii Hiszpanii. Absolwent ekonomii na Uniwersytecie Complutense w Madrycie. Odbył też studia podyplomowe na Université Paris Sorbonne. Pracował jako nauczyciel akademicki na madryckiej uczelni. W połowie lat 70. przystąpił do Hiszpańskiej Socjalistycznej Partii Robotniczej (PSOE). W 1976 dołączył do korpusu urzędników służby cywilnej. W 1980 został zastępcą dyrektora generalnego biura ds. budżetu w resorcie przemysłu i energii. W 1982 mianowany podsekretarzem stanu w ministerstwie przemysłu i energii oraz członkiem zarządu państwowego holdingu przemysłowego Instituto Nacional de Industria. Pełnił te funkcje do 1984, po czym został powołany na prezesa INI. W międzyczasie w 1993 krótko wykonywał mandat posła do Kongresu Deputowanych II kadencji.
Od lipca 1986 do lipca 1988 zajmował stanowisko ministra przemysłu i energii w rządzie Felipe Gonzáleza. W latach 1988–1996 pełnił funkcję przewodniczącego Krajowej Komisji Rynku Papierów Wartościowych (CNMV). W 1996 zajął się działalnością konsultingową, powoływany w skład rad dyrektorów różnych przedsiębiorstw.